# Cortinarius galerinoides
Cortinarius galerinoides är en svampart som beskrevs av Lamoure 1977. Cortinarius galerinoides ingår i släktet Cortinarius och familjen spindlingar.   Inga underarter finns listade i Catalogue of Life.